# Dbg
DBG é um software livre que tem funcionalidade de depurador e de perfilador para programas em PHP. Ele oferece tanto uma interface gráfica com o usuário (ou GUI) como uma interface de linha de comando]. Ele é o depurador usado na IDE proprietária PhpEd, da NuSphere. Ele foi criado por Dmitri Dmitrienko.